# Zur göttlichen Vorsehung (Angerstein)

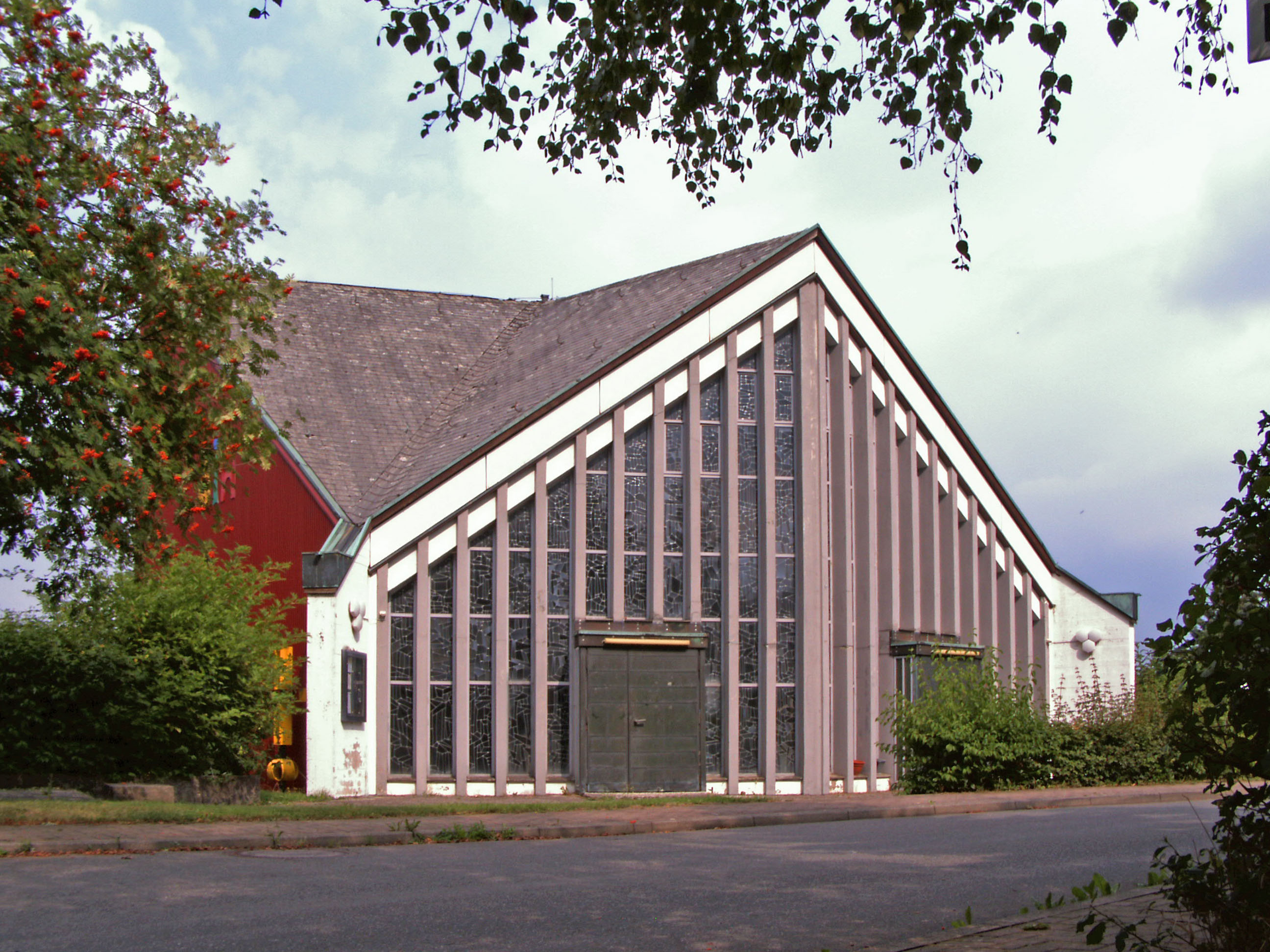
Ehemalige Kirche Zur göttlichen Vorsehung (2013)

Die Kirche Zur göttlichen Vorsehung ist eine ehemalige katholische Kirche in Angerstein, einem Ortsteil von Nörten-Hardenberg im Landkreis Northeim in Niedersachsen. Sie gehörte zur Pfarrgemeinde St. Martin in Nörten-Hardenberg, im Dekanat Nörten des Bistums Hildesheim, und wurde 2003 profaniert. Die Kirche war benannt nach der göttlichen Vorsehung und steht auf dem Grundstück Plesseblick 25. Heute befindet sich die nächstgelegene katholische Kirche etwa drei Kilometer entfernt in Nörten-Hardenberg.

## Geschichte
Am 2. Oktober 1961 floh knapp die Hälfte der Einwohner aus dem unmittelbar an der Innerdeutschen Grenze gelegenen Böseckendorf (frühere Schreibweise Bösekendorf) in den Westen, um der von den DDR-Behörden angeordneten Zwangsumsiedlung in das Landesinnere der DDR zu entgehen. Dieses Ereignis lieferte die Handlung des 2009 gesendeten Fernsehfilms Böseckendorf – Die Nacht, in der ein Dorf verschwand. 
1963 begann der Bau der Siedlung Neu-Böseckendorf am Rand von Angerstein, um den Flüchtlingen aus Böseckendorf eine gemeinsame Heimat zu geben. Der damalige katholische Pfarrer des Lagers Friedland, Wilhelm Scheperjans, hatte sich dafür eingesetzt. Am 8. September 1965 erfolgte die Grundsteinlegung der Kirche in der Siedlung durch Bischof Heinrich Maria Janssen. Sie wurde nach Entwürfen des Oelder Architekten Theo Tippkemper erbaut und befand sich in rund 183 Meter Höhe über dem Meeresspiegel. Am 28. Januar 1967 fand die Kirchweihe statt.
Am 28. Januar 2003 erfolgte die Profanierung der Kirche. Das Kreuz auf dem Dach wurde entfernt. Am 1. Februar 2003 wurde das Kirchengebäude der Jugendinitiative Angerstein e.V (JiA) überlassen. Diese richtete in dem Gebäude im selben Jahr ein heute noch bestehendes Jugendkulturzentrum ein. Das Äußere des Gebäudes blieb weitgehend unverändert. Im Jugendkulturzentrum finden Kurse, Ausstellungen, Konzerte, Theateraufführungen und weitere Veranstaltungen statt; auch für andere Anlässe wie Familienfeiern oder Flohmärkte ist es zu mieten. Da die Webpräsenz hierzu aktuell erloschen ist, muss gleiches ebenfalls vom Jugendhaus angenommen werden. 